# اسک دات کام
سرویس جستجوی اسک دات کام (به انگلیسی: Ask.com) در سال ۱۹۹۵ توسط گرت گرونر نوشته شد.
این سرویس تا قبل از ورود گوگل به عرصهٔ موتورهای جستجو، یکی از پرطرفدارترین سرویس‌های جستجو در جهان بود. نوار ابزار این برنامه توسط مایکروسافت به عنوان بد افزار معرفی می‌شود